# PKa

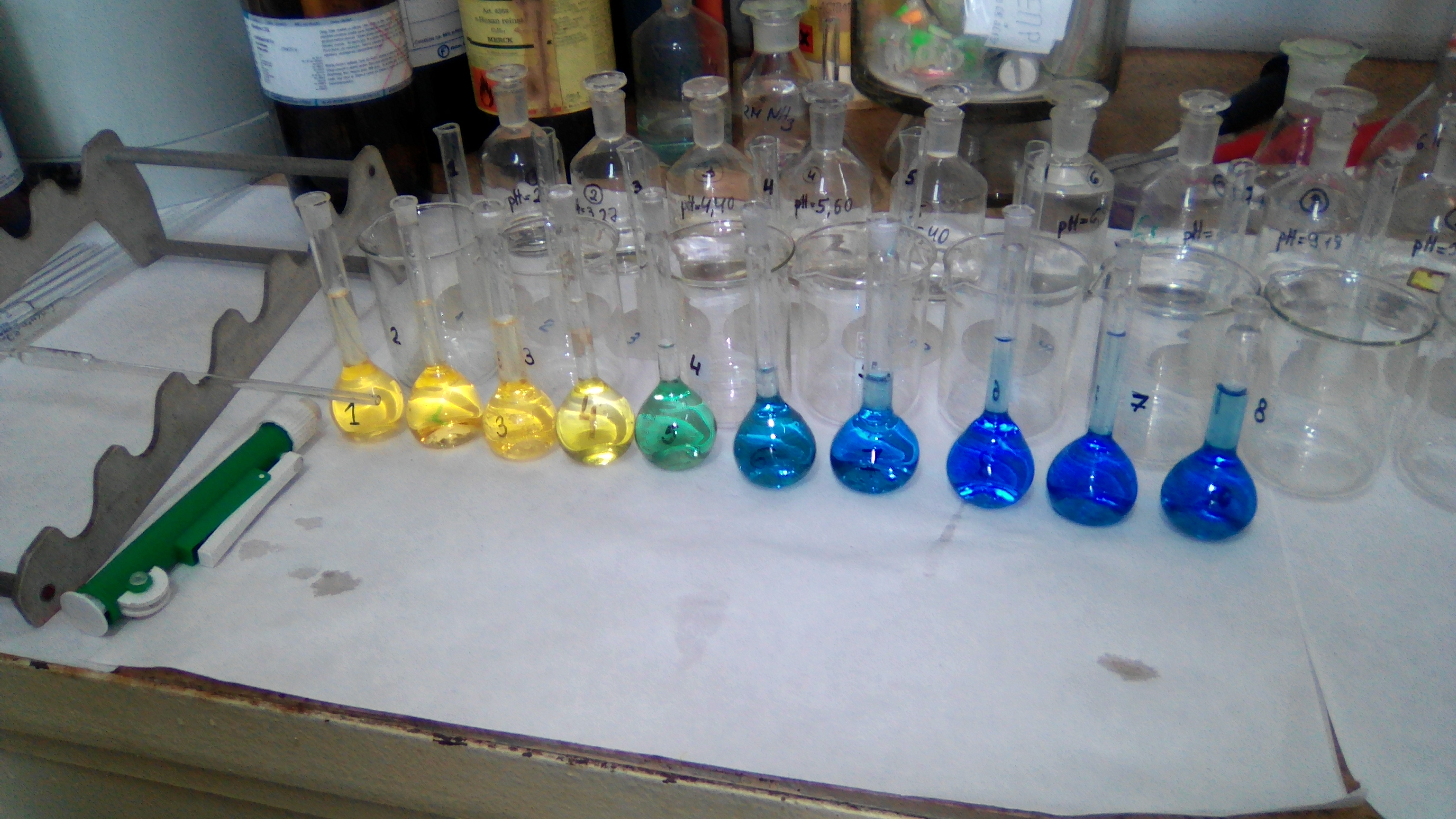
Determinación espectrofotométrica de la constante de acidez de un indicador

El pKa es un término utilizado en química para indicar la fuerza de los ácidos, ya que está relacionado con la constante de disociación de estos (Ka). Matemáticamente expresa el logaritmo negativo en base 10 del valor de esta constante

{\displaystyle {\mbox{p}}K_{\rm {a}}=-\log K_{\rm {a}}\,}

Cuanto mayor es el valor del pKa, más débil es el ácido.

## Fundamento teórico
Según la teoría clásica ácido-base de Arrhenius, la fuerza de los ácidos (o de las bases) se determina por la tendencia que tienen estos a disociarse en medio acuoso, de forma que aquellos ácidos (o bases) que se disocian prácticamente en su totalidad (> 99%) se consideran ácidos fuertes. Son el caso de los ácidos clorhídrico (HCl), nítrico (HNO3), perclórico (HClO4), entre otros; mientras que aquellos ácidos que en disolución acuosa no son capaces de alcanzar este elevado grado de disociación, se consideran ácidos débiles. En estos casos, se alcanza un equilibrio de disociación, con su correspondiente constante:
{\displaystyle {\ce {HCl -> H+ + Cl-}}} Disociación completa (≈ 100%).  Ácido fuerte.  Ka >1.  pKa < 0
{\displaystyle {\ce {HF <=> H+ + F-}}} Disociación incompleta. Ácido débil.   Ka =  3,5 · 10-4.  pKa = 3,46
La teoría ácido-base de Arrhenius de la acidez en medio acuoso fue posteriormente superada por la teoría ácido-base de Brønsted-Lowry, más generalista, pero este concepto de fuerza se mantuvo, aunque indicando, en su caso, el disolvente. Puesto que en la mayoría de los casos se considera la disolución acuosa, por ser la más habitual, el concepto de fuerza de los ácidos es perfectamente válido tanto por la teoría de Arrhenius como por la de  Brønsted-Lowry. En este caso, la fuerza de los ácidos y de las bases se establece por la magnitud de su reacción con el agua. Para los ejemplos anteriores, las reacciones serían;
{\displaystyle {\ce {HCl + H2O -> H3O+ + Cl-}}} pKa < 0
{\displaystyle {\ce {HF + H2O <=> H3O+ + F-}}} pKa = 3,46
siendo  igualmente válidos los valores de la constante de acidez y del pKa que en la teoría de Arrhenius.
De esta manera el empleo del pKa se convierte en una forma sencilla de expresar la fortaleza relativa de un ácido. Valores pequeños de pKa equivalen a valores grandes de Ka (constante de disociación) y  viceversa. A medida que el pKa aumenta, la fuerza del ácido decrece de forma que un ácido será más débil cuanto mayor es su pKa. 
La teoría ácido-base de Brønsted-Lowry también permite establecer el concepto de pKb, para el caso de las bases débiles. De acuerdo con esta teoría, cada base es el conjugado de un ácido. De esta forma, al ser el agua un anfótero, cualquier base puede reaccionar con ella. Así por ejemplo, el amoniaco (base débil)  en disolución acuosa daría la reacción: 
{\displaystyle {\ce {NH3 + H2O <=> NH4+ + OH-}}}
con su correspondiente constante de equilibrio, Kb, que como en el caso de los equilibrios ácidos, puede expresarse en forma logarítmica, como pKb. El NH4+, producto de la reacción anterior, se comporta como un ácido. 
{\displaystyle {\ce {NH4+ + H2O <=> H3O+ + NH3}}}
Es decir, el ion amonio es el ácido conjugado del amoniaco y por el contrario, el amoniaco es la base conjugada del ion amonio. Este concepto de conjugación ácido base puede ser generalizado para cualquier ácido o base, de forma que a cada base le corresponde un ácido conjugado y viceversa. Por consiguiente, tiene que existir algún tipo de relación matemática entre pKa y pKb. Esta relación se establece a través del producto iónico del agua (Kw), que al tratarse de una constante de equilibrio ácido-base, puede expresarse también en forma logarítmica, mediante la notación p (pKw = 14). Así, para cualquier sistema conjugado ácido-base: 
{\displaystyle pK_{w}=pK_{a}+pK_{b}}
de forma que, una vez que se conocen las constantes de acidez, es posible calcular de forma rápida las constantes de basicidad de sus  respectivas bases conjugadas, aunque no se encuentren tabuladas. Así por ejemplo, sabiendo que el pKa del ion amonio (NH4+) es 9,3, el pKb del amoniaco tiene que ser 4,7 y por consiguiente, su constante de basicidad  2,0·10-5 .

## Valores de pKa
Ejemplos de pKa obtenidos de las constantes de disociación de algunas sustancias que actúan como ácidos según la teoría de Brønsted-Lowry,  a 25 °C
| Ácido                   | Fórmula            | pKa,1 | pKa,2 | pKa,3  |
| ----------------------- | ------------------ | ----- | ----- | ------ |
| Ácido acético           | CH3-COOH           | 4,757 |       |        |
| Ácido aspártico         | HO2CCH(NH2)CH2CO2H | 1,990 | 3,900 | 10,002 |
| Ácido benzoico          | C6H5-COOH          | 4,202 |       |        |
| Ácido p-hidroxibenzoico | C6H4(OH)-COOH      | 4,58  |       |        |
| Ácido o-hidroxibenzoico | C6H4(OH)-COOH      | 2,97  |       |        |
| Ácido butanoico         | CH3-CH2-CH2-COOH   | 4,819 |       |        |
| Fenol                   | C6H5OH             | 9,88  |       |        |
| Ácido maleico           | C2H2(CO)2O         | 1,910 | 6,332 |        |
| Catión amonio           | NH4+               | 9,30  |       |        |
| 2-naftol                | C10H7OH            | 9,51  |       |        |